# 挪威城市列表

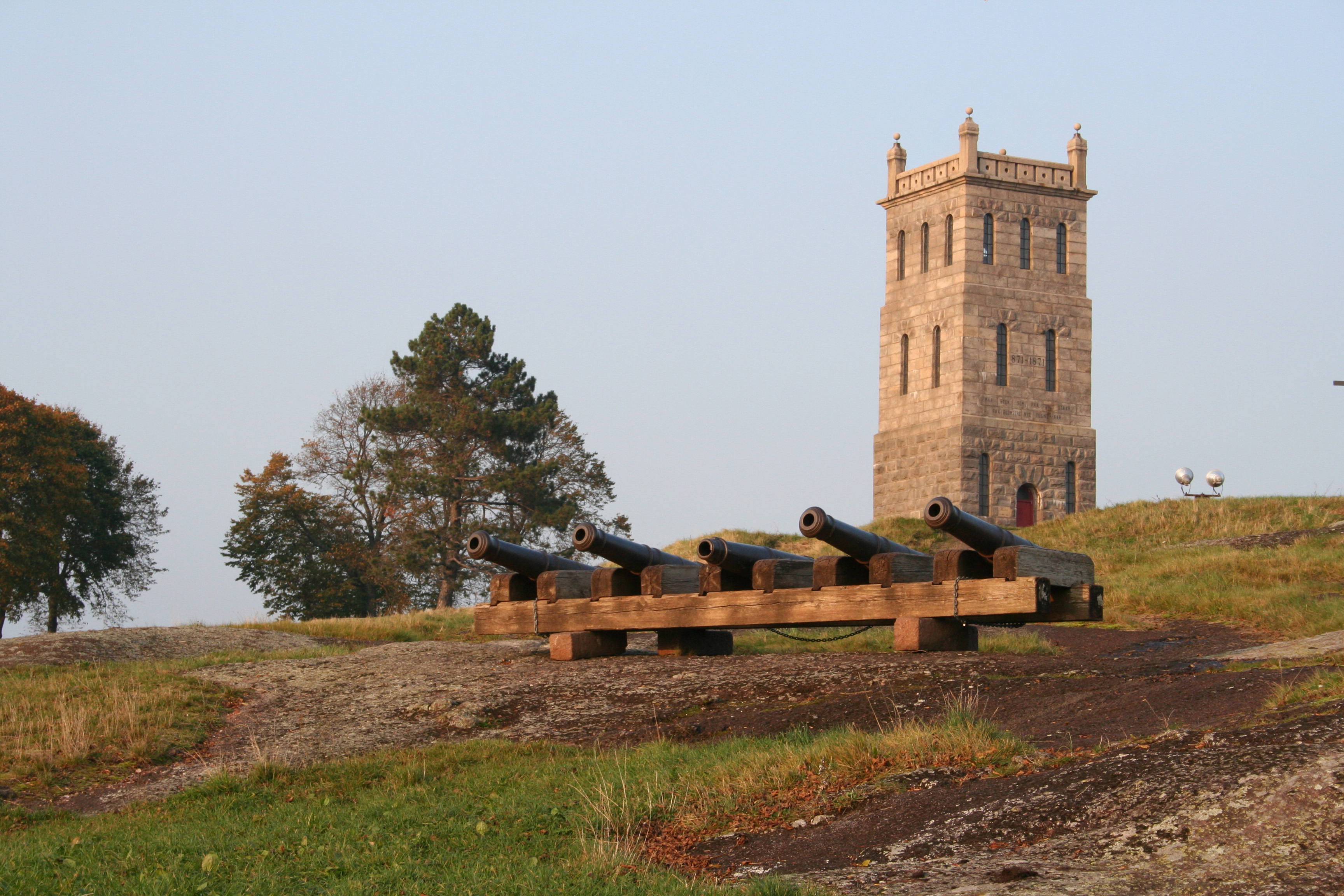
滕斯贝格炮塔

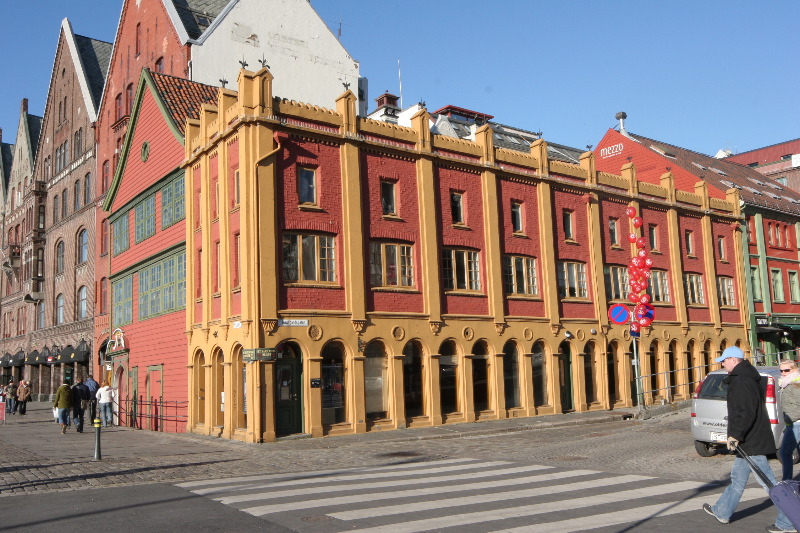
卑尔根的汉萨博物馆

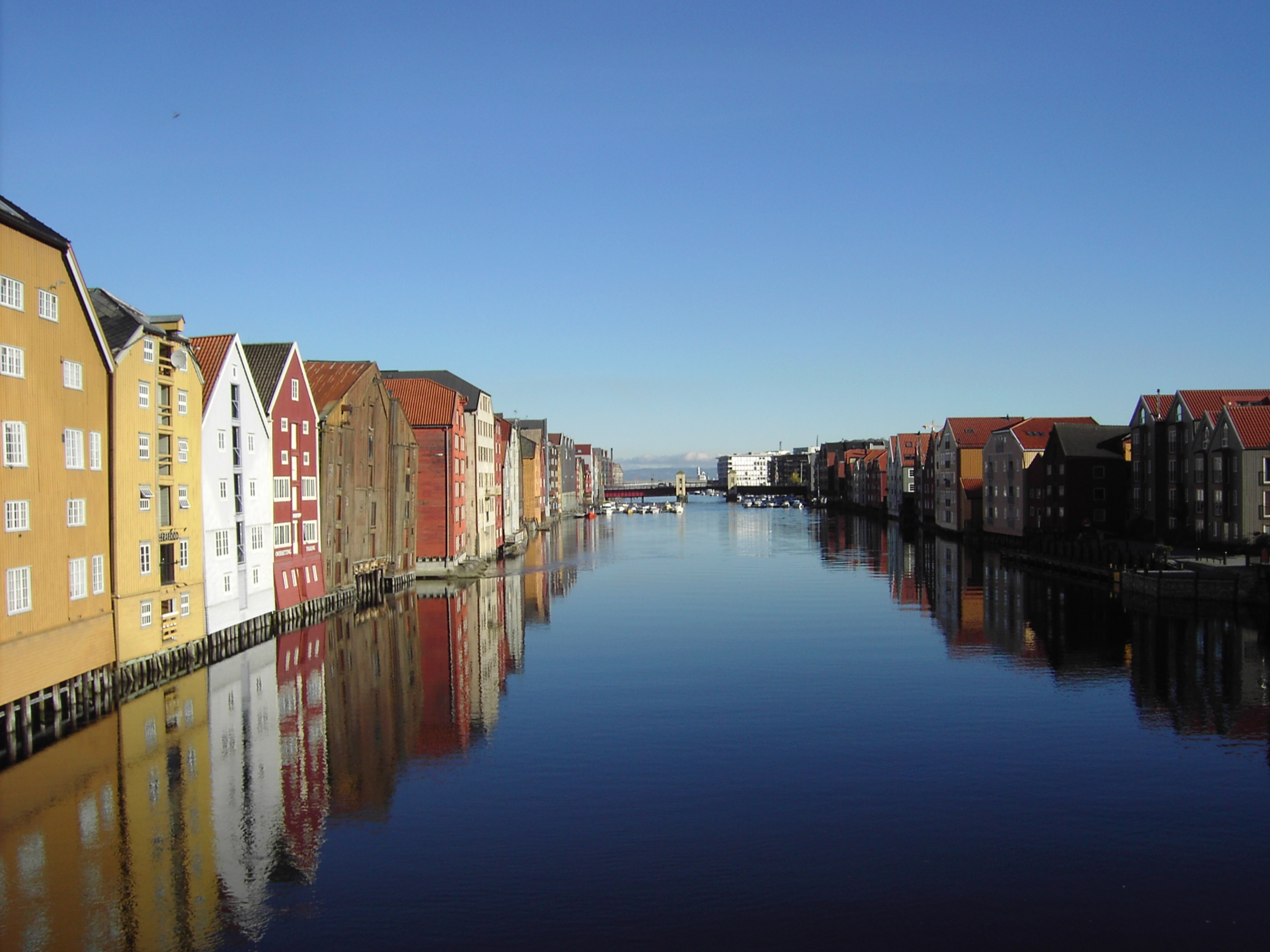
特隆赫姆河边的木造建筑物

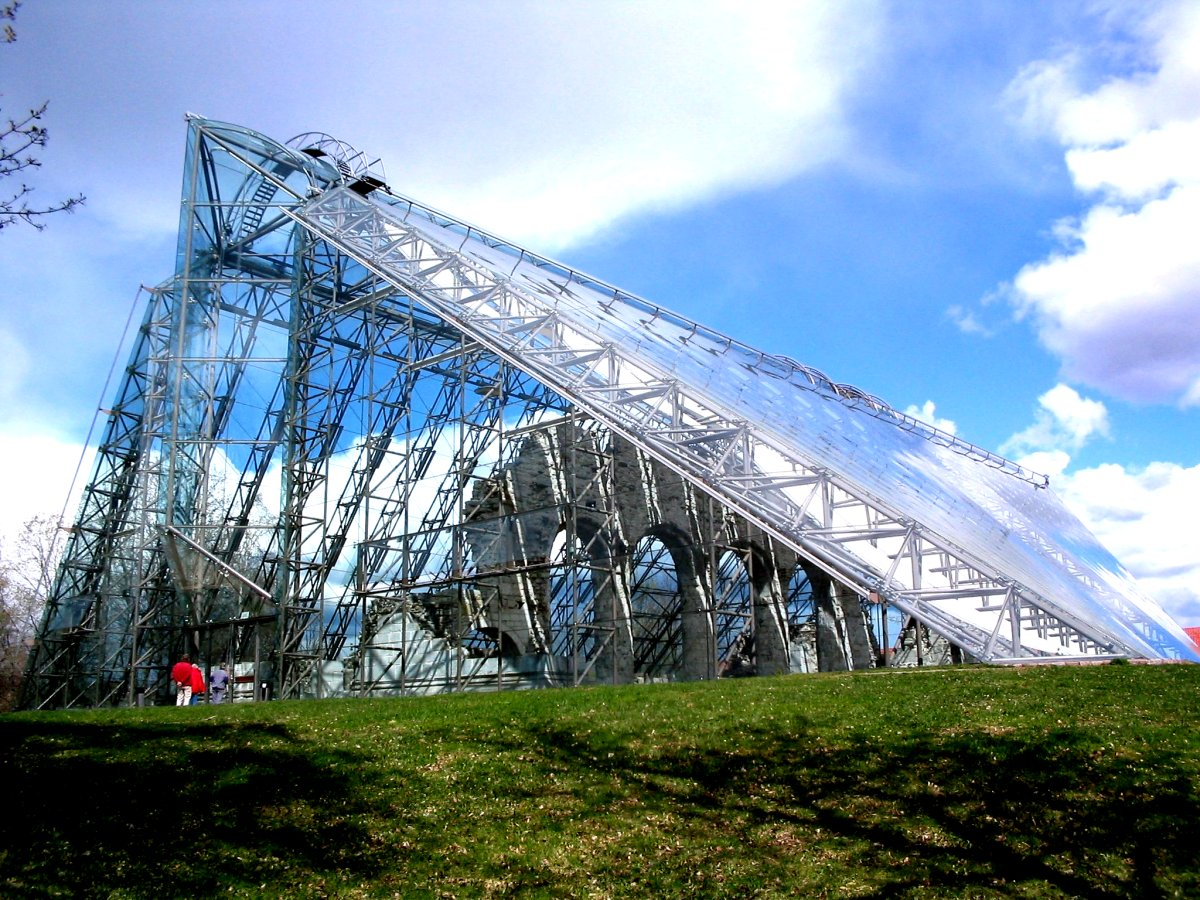
哈马尔玻璃罩下的大教堂遗址

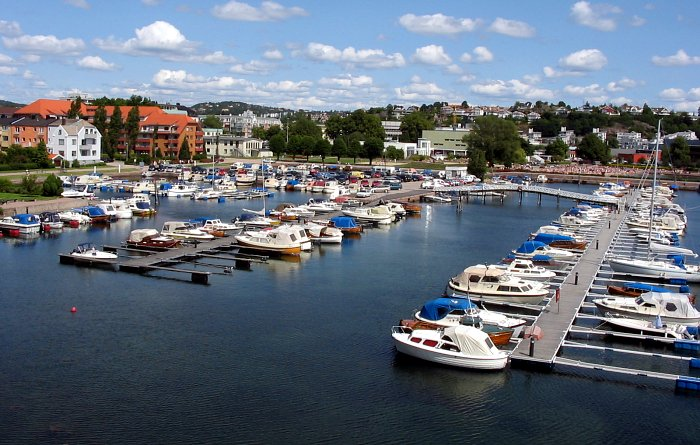
克里斯蒂安桑港口

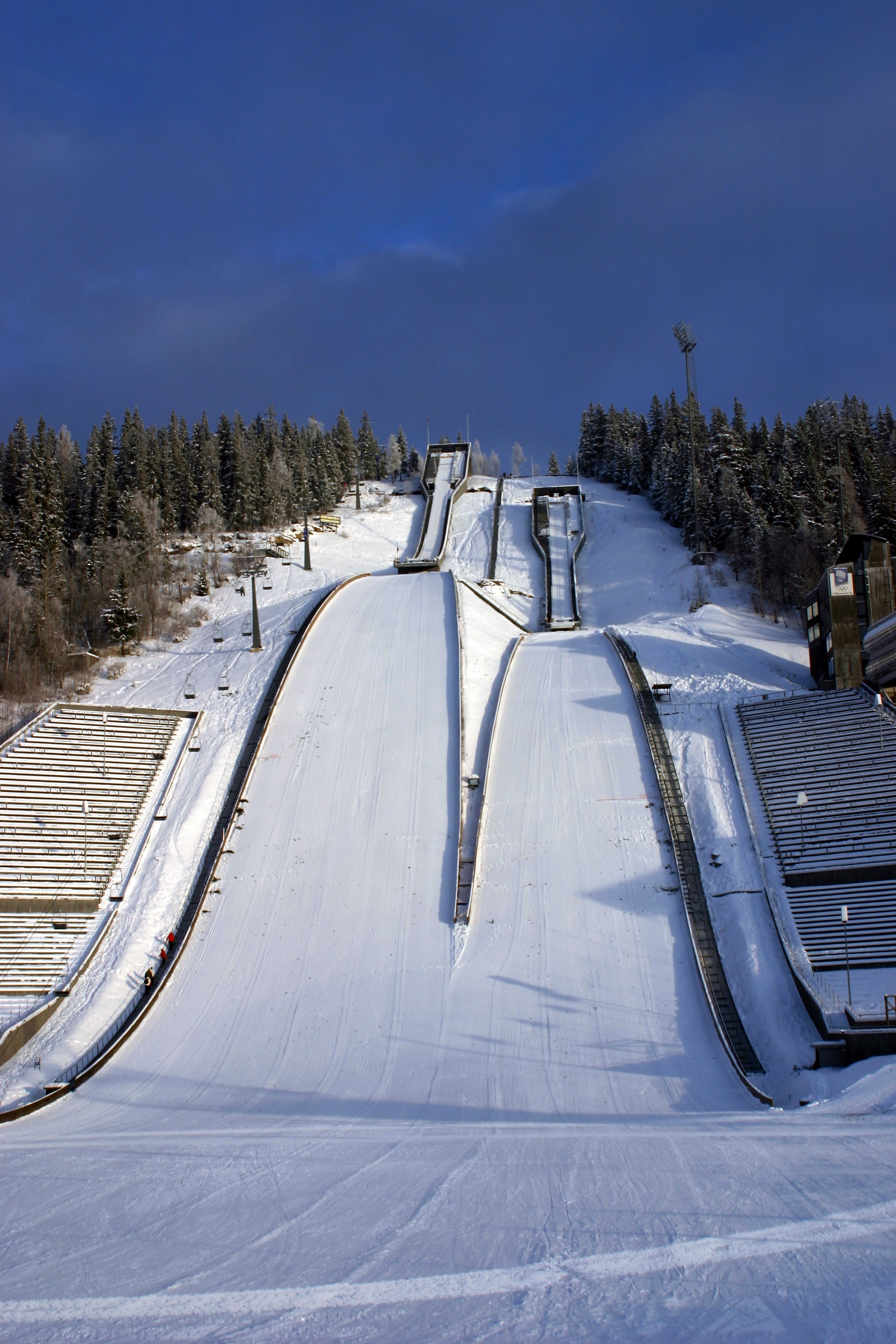
利勒哈默尔的奥运滑雪跳台

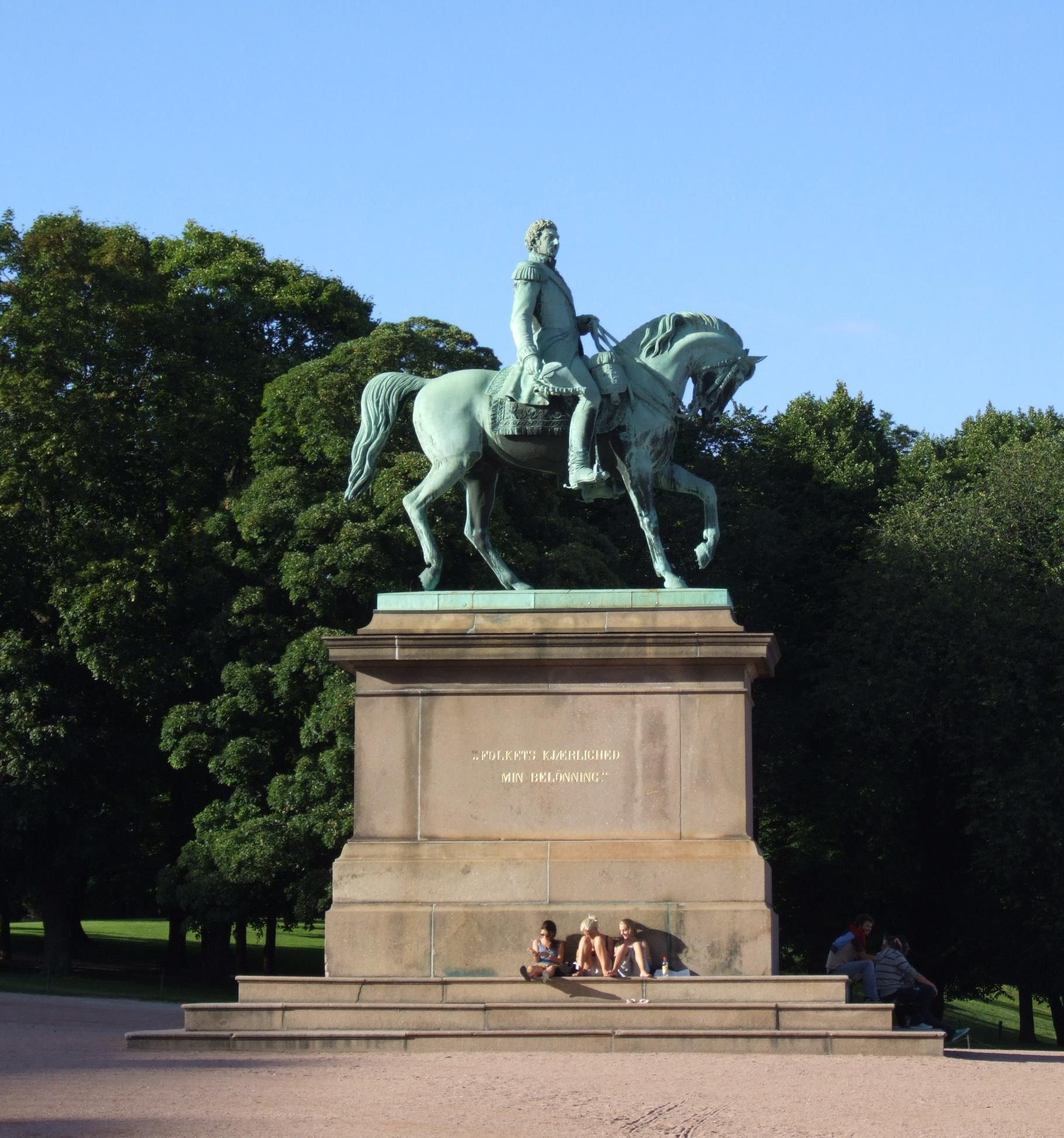
奥斯陆的卡尔十四世·约翰像

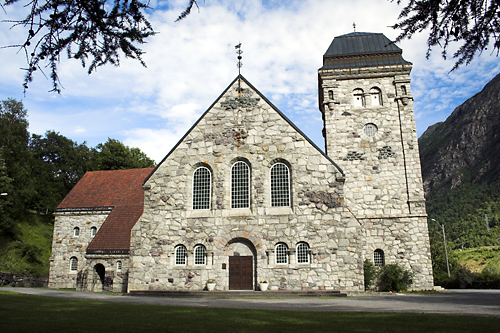
留坎教堂

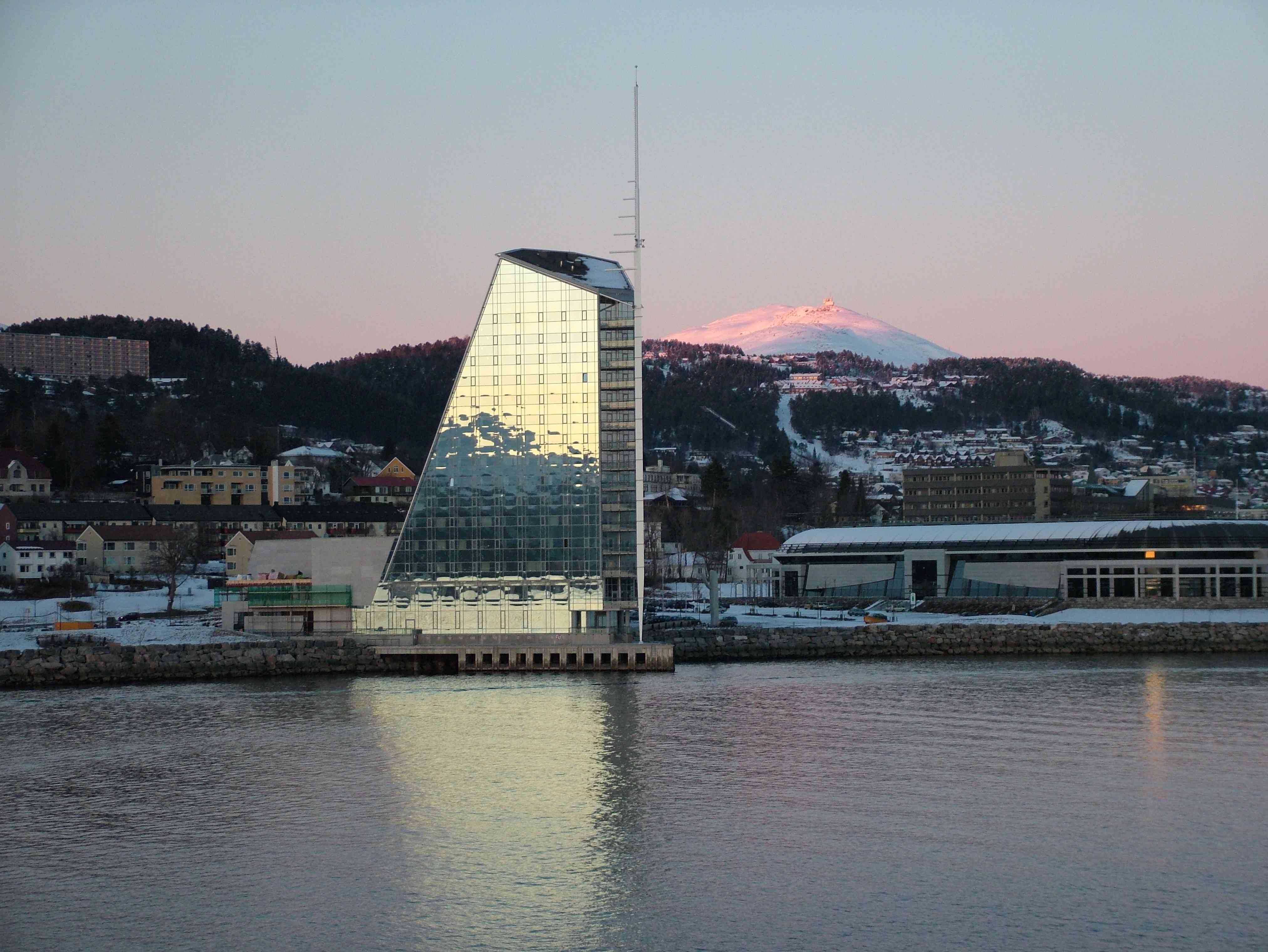
莫尔德的海边饭店

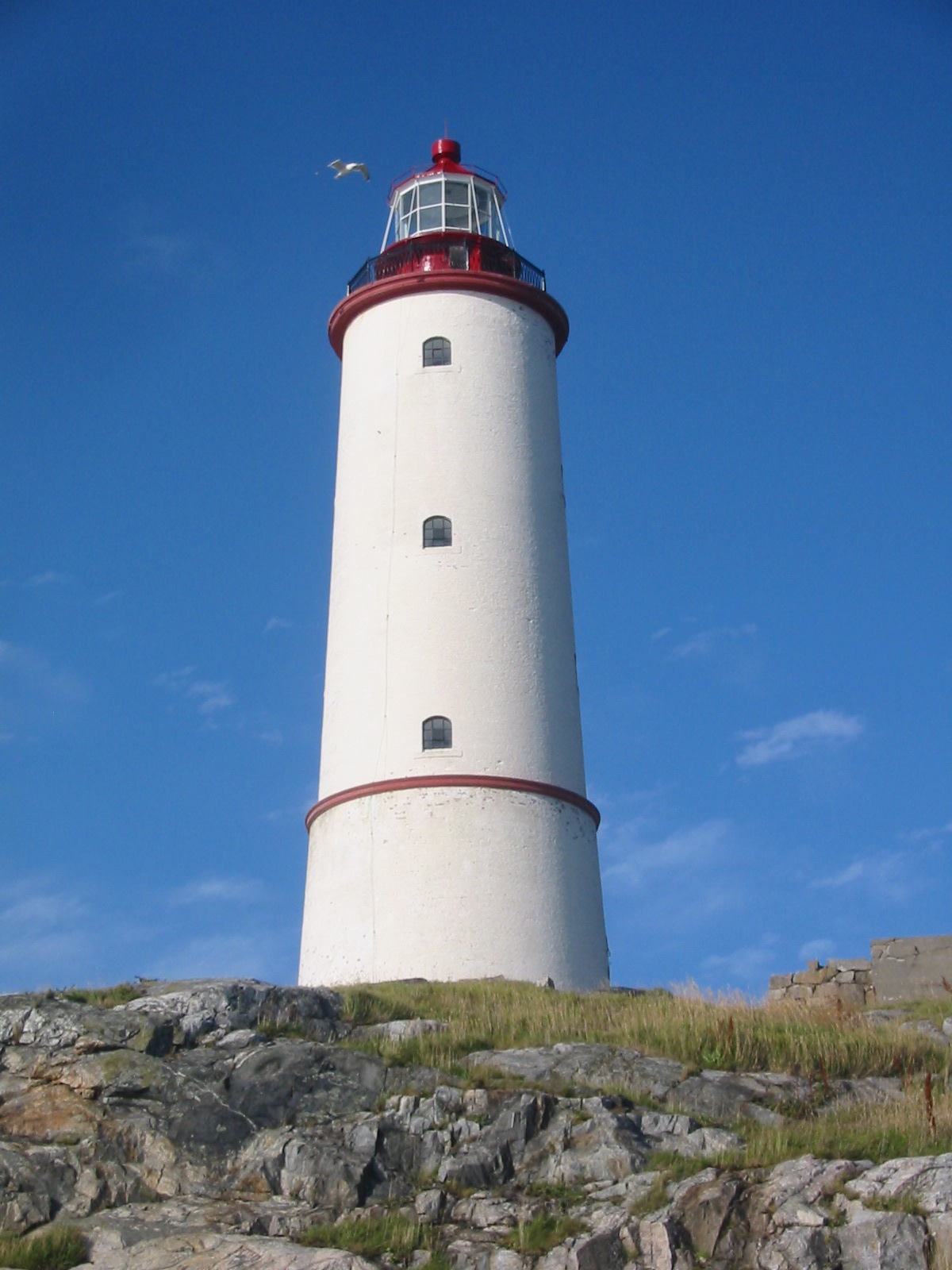
阿伦达尔的“小Torungen”灯塔

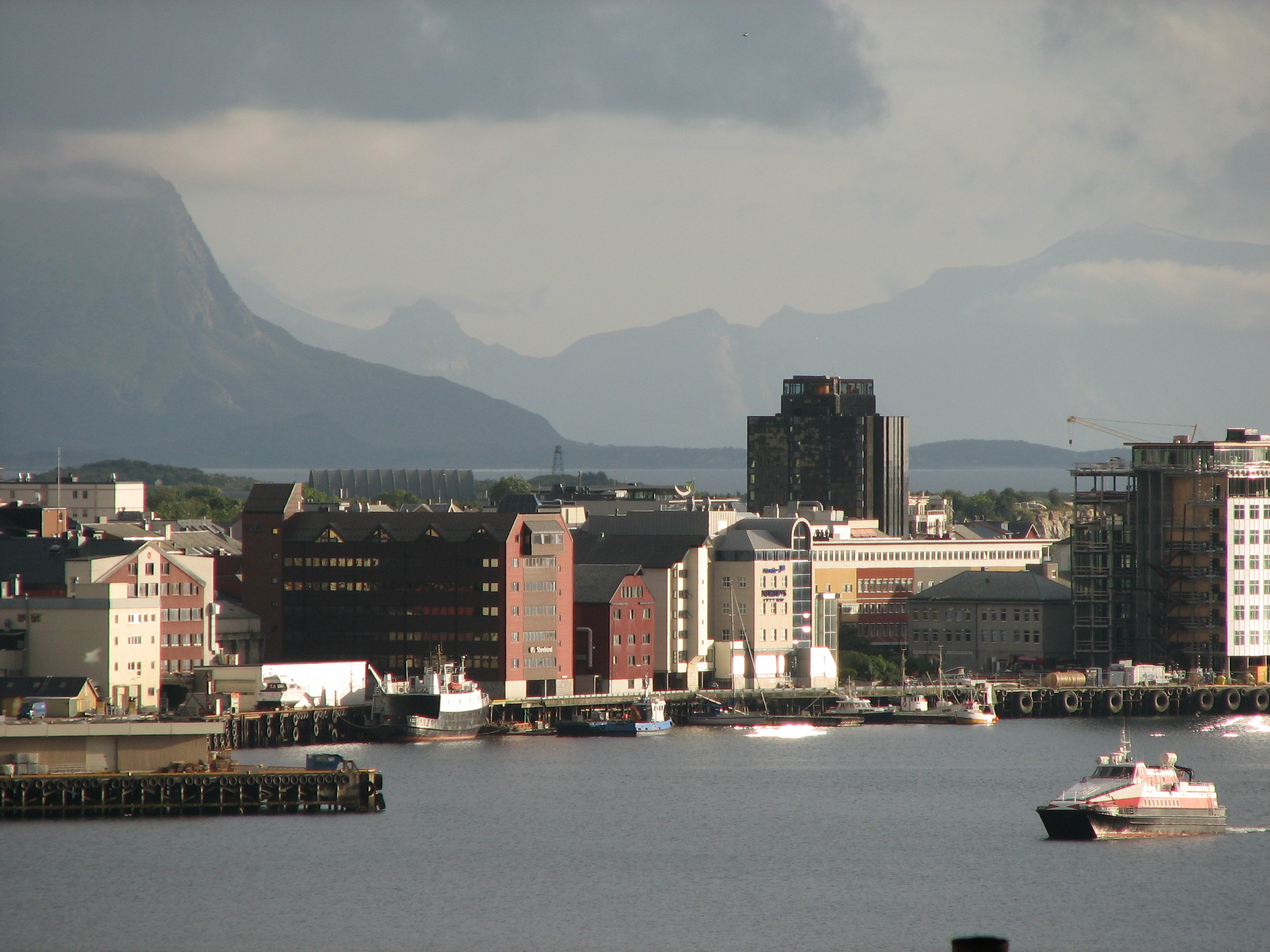
博德港口

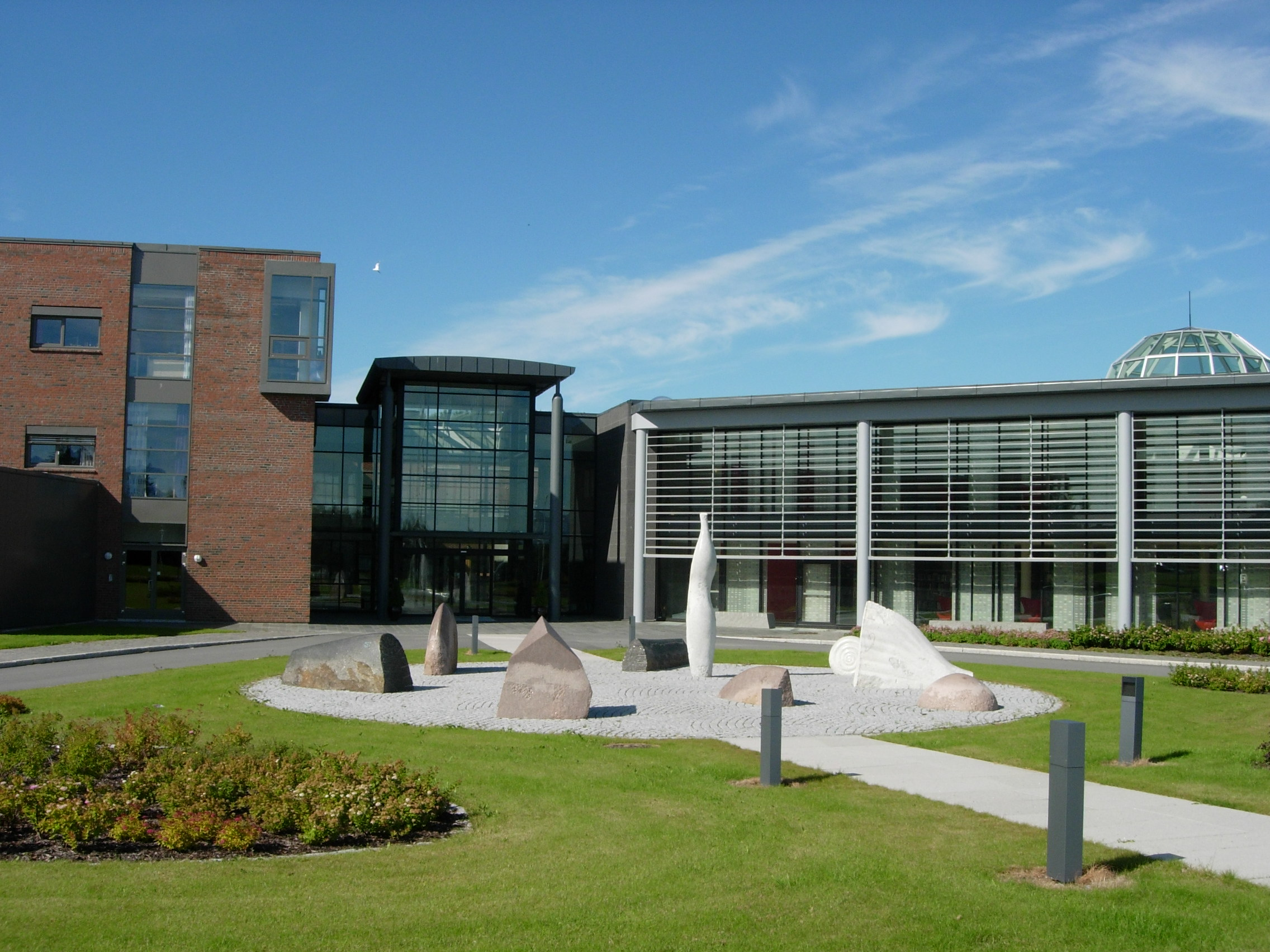
博德大学

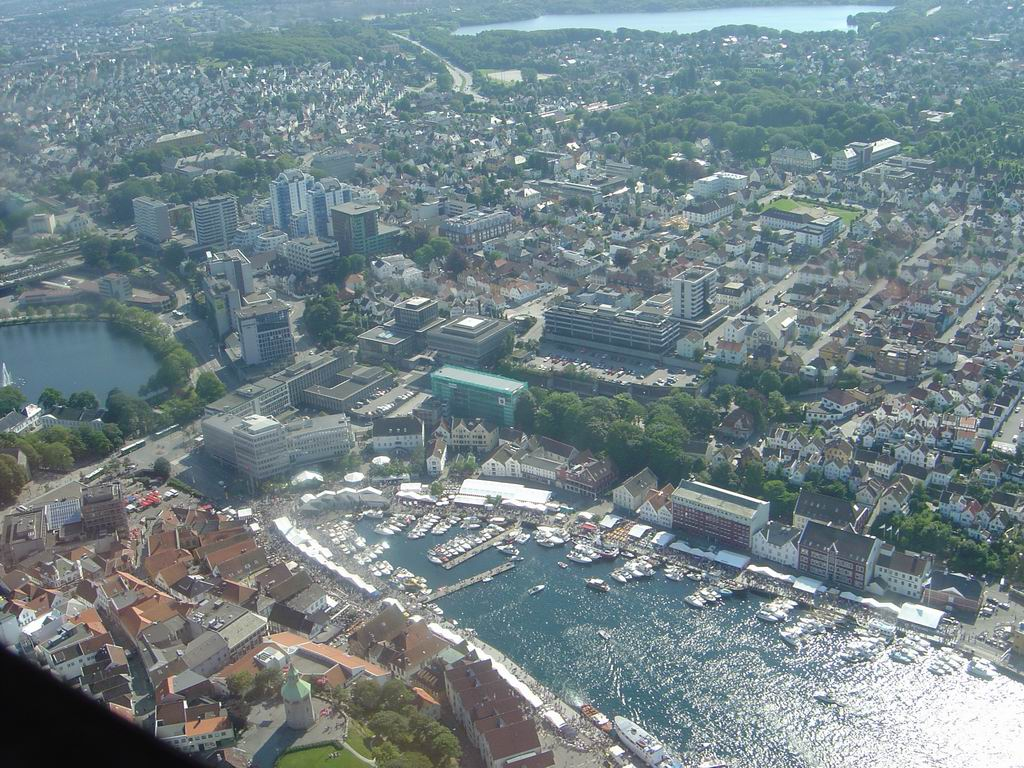
斯塔万格鸟瞰图

挪威城市列表如下：

## 列表
- 阿尔塔（Alta，芬马克郡，17889人）
- 安德內斯（Andenes，诺尔兰郡，2700人）
- 阿伦达尔（Arendal，东阿格德尔郡，39826人）
- 阿希姆（Askim，东福尔郡，14184人）
- 阿斯克沃爾（Askvoll，松恩-菲尤拉讷郡，3260人）
- 卑尔根（Bergen，霍达兰郡，242158人）
- 貝勒沃格（Berlevåg，芬马克郡，1158人）
- 博德（诺尔兰郡，44992人）
- 布雷克斯塔（Brekstad，南特伦德拉格郡，5113人）
- 布雷维克（Brevik，泰勒马克郡，33550人）
- 布莱尼（Bryne，罗加兰郡，14807人）
- 布伦讷于松（Brønnøysund，诺尔兰郡，7565人）
- 比圭內斯（Bugøynes，芬马克郡，230人）
- 貝魯姆（Bærum，阿克什胡斯郡，103313人）
- 杜姆奥斯（Dombås，内陆郡，1200人）
- 德拉门（Drammen，布斯克吕郡，57759人）
- 德勒巴克（Drøbak，阿克什胡斯郡，13585人）
- 埃格尔松（Egersund，罗加兰郡，13418人）
- 埃兹沃尔（Eidsvoll，阿克什胡斯郡，18338人）
- 埃尔沃吕姆（Elverum，内陆郡，18992人）
- 法格內斯（Fagernes，内陆郡，1800人）
- 法爾松（Farsund，西阿格德尔郡，9446人）
- 弗于斯克（Fauske，诺尔兰郡，9551人）
- 芬斯內斯（Finnsnes，特罗姆斯郡，11051人）
- 菲恰爾（Fitjar，霍达兰郡，276人）
- 弗萊克菲尤爾（Flekkefjord，西阿格德尔郡，8852人）
- 弗盧勒（Florø，松恩-菲尤拉讷郡，11410人）
- 福斯納沃格（Fosnavåg，默勒-鲁姆斯达尔郡，8373人）
- 腓特烈斯塔（Fredrikstad，东福尔郡，70791人）
- 弗勒（松恩-菲尤拉讷郡，11327人）
- 加姆維克（Gamvik，芬马克郡，1134人）
- 耶盧（布斯克吕郡，2300人）
- 约维克（Gjøvik，内陆郡，27819人）
- 古尔（布斯克吕郡，4372人）
- 格兰（内陆郡，13095人）
- 格拉讷（Grane，诺尔兰郡，1536人）
- 格里姆斯塔（Grimstad，东阿格德尔郡，19224人）
- 格龙（北特伦德拉格郡，2530人）
- 居倫（松恩-菲尤拉讷郡，2462人）
- 哈尔登（Halden，东福尔郡，27722人）
- 哈马尔（Hamar，内陆郡，27593人）
- 哈默弗斯特（Hammerfest，芬马克郡，9361人）
- 哈尔斯塔（Harstad，特罗姆斯郡，23228人）
- 海于格松（Haugesund，罗加兰郡，31738人）
- 希特拉（Hitra，南特伦德拉格郡，4090人）
- 耶爾默蘭（Hjelmeland，罗加兰郡，2747人）
- 霍克松（Hokksund，布斯克吕郡，15825人）
- 霍爾莫斯特蘭（Holmestrand，西福尔郡，9654人）
- 洪寧斯沃格（Honningsvåg，芬马克郡，3330人）
- 霍滕（西福尔郡，24871人）
- 赫讷福斯（Hønefoss，布斯克吕郡，28197人）
- 赫揚厄爾（Høyanger，松恩-菲尤拉讷郡，4550人）
- 约尔珀兰（Jørpeland，罗加兰郡，10566人）
- 卡拉绍克（Karasjok，芬马克郡，2865人）
- 凯于图凯努（Kautokeino，芬马克郡，3002人）
- 希尔克内斯（Kirkenes，芬马克郡，9464人）
- 科尔沃雷德（Kolvereid，北特伦德拉格郡，5154人）
- 孔斯贝格（Kongsberg，布斯克吕郡，23315人）
- 孔斯温厄尔（Kongsvinger，内陆郡，17224人）
- 科珀維克（Kopervik，罗加兰郡，37928人）
- 科庞（内陆郡，1300人）
- 克拉格勒（Kragerø，泰勒马克郡，10477人）
- 克里斯蒂安桑（Kristiansand，西阿格德尔郡，76917人）
- 克里斯蒂安松（Kristiansund，默勒-鲁姆斯达尔郡，17067人）
- 克維內斯達爾（Kvinesdal，西阿格德尔郡，5547人）
- 拉克塞爾夫（Lakselv，芬马克郡，2160人）
- 朗厄松（Langesund，泰勒马克郡，14104人）
- 拉尔维克（Larvik，西福尔郡，41211人）
- 莱康厄尔（Leikanger，松恩-菲尤拉讷郡，2199人）
- 莱尔维克（Leirvik，霍达兰郡，16682人）
- 莱克內斯（Leknes，诺尔兰郡，10797人）
- 倫維克（Lenvik，特罗姆斯郡，11107人）
- 莱旺厄尔（Levanger，北特伦德拉格郡，18080人）
- 利勒哈默尔（Lillehammer，内陆郡，25314人）
- 利勒桑（Lillesand，东阿格德尔郡，9030人）
- 利勒斯特伦（Lillestrøm，阿克什胡斯郡，43201人）
- 靈達爾（Lyngdal，西阿格德尔郡，7296人）
- 勒倫斯科格（Lørenskog，阿克什胡斯郡，30496人）
- 马尔姆（Malm，北特伦德拉格郡，1800人）
- 莫呂（松恩-菲尤拉讷郡，6123人）
- 曼达尔（Mandal，西阿格德尔郡，14069人）
- 摩城（诺尔兰郡，25355人）
- 莫尔德（Molde，默勒-鲁姆斯达尔郡，24146人）
- 穆舍恩（Mosjøen，诺尔兰郡，13440人）
- 莫斯克內斯（Moskenes，诺尔兰郡，1212人）
- 莫斯（东福尔郡，28182人）
- 納姆索斯（Namsos，北特伦德拉格郡，12574人）
- 納姆斯庫甘（Namsskogan，北特伦德拉格郡，958人）
- 那维克（Narvik，诺尔兰郡，18365人）
- 諾托登（Notodden，泰勒马克郡，12314人）
- 奧達（霍达兰郡，7247人）
- 奧普達爾（Oppdal，南特伦德拉格郡，6456人）
- 奥斯（霍达兰郡，14611人）
- 乌森（南特伦德拉格郡，1055人）
- 奥斯陆（Oslo，奥斯陆郡，538411人）
- 奧塔（内陆郡，6083人）
- 波什格伦（Porsgrunn，泰勒马克郡，33550人）
- 靈厄比（Ringebu，内陆郡，4611人）
- 靈薩克（Ringsaker，内陆郡，31732人）
- 里瑟爾（Risør，东阿格德尔郡，6863人）
- 留坎（泰勒马克郡，6247人）
- 勒羅斯（Røros，南特伦德拉格郡，5632人）
- 桑讷菲尤尔（Sandefjord，西福尔郡，41555人）
- 桑内斯（Sandnes，罗加兰郡，58947人）
- 桑維卡（Sandvika，阿克什胡斯郡，105928人）
- 萨尔普斯堡（Sarpsborg，东福尔郡，50115人）
- 赛于达（Sauda，罗加兰郡，4769人）
- 希恩（泰勒马克郡，50761人）
- 斯屈德内斯港（Skudeneshavn，罗加兰郡，37928人）
- 苏特兰（Sortland，诺尔兰郡，9639人）
- 斯唐厄（Stange，内陆郡，18288人）
- 斯塔特赫勒（Stathelle，泰勒马克郡，14104人）
- 斯塔万格（Stavanger，罗加兰郡，115157人）
- 斯泰恩谢尔（Steinkjer，北特伦德拉格郡，20477人）
- 斯彻达尔（Stjørdal，北特伦德拉格郡，19892人）
- 斯托克馬克內斯（Stokmarknes，诺尔兰郡，8001人）
- 斯特倫（Støren，南特伦德拉格郡，2312人）
- 敘拉（默勒-鲁姆斯达尔郡，7342人）
- 孫達爾（Sunndal，默勒-鲁姆斯达尔郡，7323人）
- 孫達爾瑟拉（Sunndalsøra，默勒-鲁姆斯达尔郡，4159人）
- 敘納達爾（Surnadal，默勒-鲁姆斯达尔郡，6209人）
- 斯韋爾維克（Svelvik，西福尔郡，6465人）
- 斯沃尔韦尔（Svolvær，诺尔兰郡，9021人）
- 南瓦朗厄爾（Sør-Varanger，芬马克郡，9500人）
- 塔纳（芬马克郡，3004人）
- 特罗姆瑟（Tromsø，特罗姆斯郡，63596人）
- 特隆赫姆（Trondheim，南特伦德拉格郡，158613人）
- 特韦德斯特兰（Tvedestrand，东阿格德尔郡，5838人）
- 滕斯贝格（Tønsberg，西福尔郡，36919人）
- 于尔斯泰因维克（Ulsteinvik，默勒-鲁姆斯达尔郡，6813人）
- 瓦德瑟（Vadsø，芬马克郡，6114人）
- 瓦克斯達爾（Vaksdal，霍达兰郡，4173人）
- 瓦勒（东阿格德尔郡，1403人）
- 瓦尔德（Vardø，芬马克郡，2338人）
- 沃斯（霍达兰郡，13771人）
- 厄什塔（Ørsta，默勒-鲁姆斯达尔郡，10267人）
- 奥克勒港（Åkrehamn，罗加兰郡，37928人）
- 奥勒松（Ålesund，默勒-鲁姆斯达尔郡，40801人）
- 翁達爾斯內斯（Åndalsnes，默勒-鲁姆斯达尔郡，7347人）

## 10大城市
| 城市         | 人口   |
| ------------ | ------ |
| 奧斯陸       | 538411 |
| 卑爾根       | 242158 |
| 特隆赫姆     | 158613 |
| 斯塔萬格     | 115157 |
| 桑維卡       | 105928 |
| 貝魯姆       | 103313 |
| 克里斯蒂安桑 | 76917  |
| 腓特烈斯塔   | 70791  |
| 特羅姆瑟     | 63596  |
| 桑內斯       | 58947  |